# Persone di nome Dan
| Questa pagina contiene informazioni ricavate automaticamente dalle voci biografiche con l'ausilio del template Bio e di un bot. L'aggiornamento è periodico e automatico e ricostruisce completamente la pagina. Se manca una persona in questa lista, sei pregato di non aggiungerla, ma accertati piuttosto che la sua voce biografica contenga il template Bio e che i dati anagrafici siano correttamente compilati. Se il template Bio manca, inseriscilo tu stesso o, in alternativa, metti l'avviso {{tmp\|Bio}} che ne segnala la mancanza. Se i dati riportati sono sbagliati, correggi direttamente la voce biografica; le modifiche saranno visibili in questa lista entro pochi giorni. Per chiarimenti vedi il progetto antroponimi. La lista contiene solo le 208 persone che sono citate nell'enciclopedia e per le quali è stato implementato correttamente il template Bio. Pagina aggiornata al 22 lug 2025. |

Questa è una lista di persone presenti nell'enciclopedia che hanno il nome Dan, suddivise per attività principale.

## Allenatori di calcio(6)
- Dan Alexa, allenatore di calcio e ex calciatore rumeno (Caransebeș, n. 1979)
- Dan Anghelescu, allenatore di calcio rumeno (Bucarest, n. 1958)
- Dan Eggen, allenatore di calcio e ex calciatore norvegese (Oslo, n. 1970)
- Kristian Haynes, allenatore di calcio e ex calciatore svedese (Malmö, n. 1980)
- Jörgen Lennartsson, allenatore di calcio e ex calciatore svedese (Växjö, n. 1965)
- Dan Thomassen, allenatore di calcio e ex calciatore danese (Aarhus, n. 1981)

## Allenatori di football americano(1)
- Dan Quinn, allenatore di football americano statunitense (Morristown, n. 1970)

## Allenatori di pallacanestro(3)
- Dan Craig, allenatore di pallacanestro e dirigente sportivo statunitense (Chelmsford, n. 1980)
- Dan Hughes, allenatore di pallacanestro statunitense (Lowell, n. 1955)
- Dan Shamir, allenatore di pallacanestro e dirigente sportivo israeliano (Gerusalemme, n. 1975)

## Animatori(1)
- Dan Scanlon, animatore e regista statunitense (Clawson, n. 1976)

## Arbitri di pallacanestro(1)
- Dan Crawford, ex arbitro di pallacanestro statunitense (Chicago, n. 1953)

## Architetti(1)
- Dan Meis, architetto statunitense (Windsor, n. 1961)

## Arciere(1)
- Guo Dan, arciera cinese (n. 1985)

## Arrampicatori(1)
- Dan Osman, arrampicatore statunitense (n. 1963 - Parco nazionale di Yosemite, † 1998)

## Artisti(1)
- Dan Flavin, artista statunitense (New York, n. 1933 - New York, † 1996)

## Artisti marziali(1)
- Dan Inosanto, artista marziale statunitense (Stockton, n. 1936)

## Astronomi(2)
- Dan Beaver, astronomo statunitense
- Dan Milisavljevic, astronomo canadese (n. 1980)

## Attivisti(1)
- Wang Dan, attivista cinese (n. 1969)

## Attori(26)
- Dan Amboyer, attore statunitense (Detroit, n. 1985)
- Dan Bakkedahl, attore e comico statunitense (Rochester, n. 1969)
- Dan Blocker, attore statunitense (De Kalb, n. 1928 - Los Angeles, † 1972)
- Dan Burton, attore, cantante e ballerino inglese (n. 1985)
- Dan Claudino, attore brasiliano (Santo André, n. 1996)
- Dan Cortese, attore e conduttore televisivo statunitense (Sewickley, n. 1967)
- Dan Crimmins, attore britannico (Liverpool, n. 1863 - Los Angeles, † 1945)
- Dan Dailey, attore, ballerino e cantante statunitense (New York City, n. 1915 - Los Angeles, † 1978)
- Dan Duryea, attore statunitense (White Plains, n. 1907 - Hollywood, † 1968)
- Dan Fogler, attore statunitense (New York, n. 1976)
- Dan Grimaldi, attore statunitense (New York, n. 1952)
- Dan Hicks, attore statunitense (Pontiac, n. 1951 - Mill Valley, † 2020)
- Dan Hildebrand, attore britannico (n. 1962)
- Dan van Husen, attore tedesco (Gummersbach, n. 1945 - Ilminster, † 2020)
- Dan Jeannotte, attore canadese (Montreal, n. 1981)
- Dan Lauria, attore statunitense (Brooklyn, n. 1947)
- Dan Lett, attore canadese (Toronto, n. 1959)
- Dan Mason, attore e sceneggiatore statunitense (Syracusae, n. 1853 - Baersville, † 1929)
- Dan Monahan, attore statunitense (Ohio, n. 1955)
- Dan Starkey, attore britannico (n. 1977)
- Dan Sturkie, attore e doppiatore statunitense (Lexington, n. 1924 - Los Angeles, † 1992)
- Allan Svensson, attore svedese (Stoccolma, n. 1951 - Stoccolma, † 2024)
- Dan Tobin, attore statunitense (Cincinnati, n. 1910 - Santa Monica, † 1982)
- Dan Vadis, attore e culturista statunitense (Shanghai, n. 1938 - Lancaster, † 1987)
- Dan Warry-Smith, attore canadese (Toronto, n. 1982)
- Zhao Dan, attore e regista cinese (Nantong, n. 1915 - Pechino, † 1980)

## Bassisti(2)
- Dan Lilker, bassista statunitense (New York, n. 1964)
- Dan Rothchild, bassista e compositore statunitense

## Batteristi(1)
- Dan Zimmermann, batterista tedesco (Norimberga, n. 1966)

## Calciatori(24)
- Dan í Soylu, calciatore faroese (n. 1996)
- Kristian Bergström, ex calciatore svedese (Åtvidaberg, n. 1974)
- Dan Biton, calciatore israeliano (Be'er Sheva, n. 1995)
- Dan Bucșa, ex calciatore rumeno (Dej, n. 1988)
- Dan Coe, calciatore rumeno (Bucarest, n. 1941 - Colonia, † 1981)
- Dan Collette, ex calciatore lussemburghese (Lussemburgo, n. 1985)
- Martin Dahlin, ex calciatore e procuratore sportivo svedese (Uddevalla, n. 1968)
- Dan Ekner, calciatore svedese (Göteborg, n. 1927 - Göteborg, † 1975)
- Dan Glazer, calciatore israeliano (Tel Aviv, n. 1996)
- Dan Anton Johansen, ex calciatore danese (n. 1979)
- Fredrik Liverstam, calciatore svedese (Helsingborg, n. 1988)
- Dan Mönell, calciatore e giocatore di calcio a 5 svedese (n. 1992)
- Dan Mori, calciatore israeliano (Tel Aviv, n. 1988)
- Dan N'Lundulu, calciatore inglese (Fontenay-aux-Roses, n. 1999)
- Dan Ndoye, calciatore svizzero (Nyon, n. 2000)
- Dan Nistor, calciatore rumeno (Rucăr, n. 1988)
- Dan Petersen, ex calciatore danese (Odense, n. 1972)
- Dan Pușcaș, calciatore moldavo (Dubăsari, n. 2001)
- Dan Riisnes, ex calciatore norvegese (Bergen, n. 1965)
- Dan Sahlin, ex calciatore svedese (Falun, n. 1967)
- Dan Spătaru, calciatore moldavo (Chișinău, n. 1994)
- Dan Sîrbu, calciatore rumeno (Galați, n. 2003)
- Dan Taras, ex calciatore moldavo (Sărata-Galbenă, n. 1994)
- Dan Peter Ulvestad, calciatore norvegese (Ålesund, n. 1989)

## Canottieri(1)
- Dan Beery, ex canottiere statunitense (n. 1975)

## Cantanti(5)
- Dan Bălan, cantante, produttore discografico e compositore moldavo (Chișinău, n. 1979)
- Dan Gillespie Sells, cantante, musicista e compositore britannico (Londra, n. 1978)
- Lord Worm, cantante canadese (Montréal, n. 1966)
- Dan Spătaru, cantante rumeno (Aliman, n. 1939 - Bucarest, † 2004)
- Dan Swanö, cantante, chitarrista e batterista svedese (Finspång, n. 1973)

## Cantautori(2)
- Dan Bern, cantautore e scrittore statunitense (n. 1965)
- Dan Hartman, cantautore e produttore discografico statunitense (Harrisburg, n. 1950 - Westport, † 1994)

## Cestiste(1)
- Liu Dan, ex cestista cinese (Shenyang, n. 1987)

## Cestisti(9)
- Dan Barzily, ex cestista israeliano (Tel Aviv, n. 1945)
- Dan Cramer, ex cestista statunitense (n. 1952)
- Dan Duščak, cestista sloveno (Lubiana, n. 2002)
- Dan Erez, cestista e allenatore di pallacanestro israeliano (Tel Aviv, n. 1933 - † 2015)
- Dan Gay, ex cestista e allenatore di pallacanestro statunitense (Tallahassee, n. 1961)
- Dan Hester, cestista statunitense (Mount Vernon, n. 1948 - Fountain Hills, † 2023)
- Dan Niculescu, ex cestista rumeno (Bucarest, n. 1953)
- Dan Pippin, cestista statunitense (St. Louis, n. 1926 - McCredie Township, † 1965)
- Dan Stockalper, ex cestista statunitense (San Diego, n. 1956)

## Chitarristi(1)
- Dan Toler, chitarrista statunitense (Connersville, n. 1948 - Sarasota, † 2013)

## Circensi(1)
- Dan Koehl, circense e zoologo svedese (Stoccolma, n. 1959)

## Compositori(3)
- Dan Caslar, compositore italiano (Napoli, n. 1888 - Roma, † 1959)
- Dan Dediu, compositore, pianista e docente rumeno (Brăila, n. 1967)
- Dan Wool, compositore statunitense (Saint Louis)

## Contrabbassisti(1)
- Dan Berglund, contrabbassista svedese (Sigtuna, n. 1963)

## Criminali(1)
- D. B. Cooper, criminale statunitense († 1971)

## Direttori della fotografia(1)
- Dan Laustsen, direttore della fotografia danese (Aalborg, n. 1954)

## Disc jockey(1)
- Gryffin, disc jockey e produttore discografico statunitense (San Francisco, n. 1987)

## Filosofi(1)
- Dan Zahavi, filosofo danese (Copenaghen, n. 1967)

## Fumettisti(3)
- Dan DiDio, fumettista e editore statunitense (New York City, n. 1959)
- Dan Jurgens, fumettista statunitense (Ortonville, n. 1959)
- Dan Slott, fumettista statunitense (Berkeley, n. 1967)

## Generali(3)
- Dan Halutz, generale israeliano (Tel Aviv, n. 1948)
- Dan Shomron, generale israeliano (Ashdot Ya'akov, n. 1937 - Ashdot Ya'akov, † 2008)
- Zhuge Dan, generale cinese († 258)

## Ginnaste(2)
- Li Dan, ginnasta cinese (Canton, n. 1989)
- Sun Dan, ginnasta cinese (Liaoning, n. 1986)

## Ginnasti(3)
- Dan Burincă, ex ginnasta rumeno (Sibiu, n. 1972)
- Dan Grecu, ginnasta rumeno (Bucarest, n. 1950 - Brașov, † 2024)
- Dan Nicolae Potra, ex ginnasta rumeno (Timișoara, n. 1979)

## Giocatori di badminton(1)
- Lin Dan, ex giocatore di badminton cinese (Longyan, n. 1983)

## Giocatori di football americano(9)
- Dan Adams, ex giocatore di football americano e personaggio televisivo statunitense (Fairfax, n. 1984)
- Dan Bailey, giocatore di football americano statunitense (Oklahoma City, n. 1988)
- Dan Bunz, ex giocatore di football americano statunitense (Roseville, n. 1955)
- Dan Conners, giocatore di football americano statunitense (St. Marys, n. 1940 - San Luis Obispo, † 2019)
- Dan Doucek, giocatore di football americano ceco
- Dan Moore, giocatore di football americano statunitense (Beaumont, n. 1998)
- Dan Rains, ex giocatore di football americano statunitense (Rochester, n. 1956)
- Danny Vitale, giocatore di football americano statunitense (Wheaton, n. 1993)
- Dan Williams, giocatore di football americano statunitense (Memphis, n. 1987)

## Giocatori di poker(2)
- Dan Harrington, giocatore di poker e scrittore statunitense (Cambridge, n. 1945)
- Dan Smith, giocatore di poker statunitense (Manalapan, n. 1989)

## Giornalisti(3)
- Dan Abrams, giornalista, imprenditore e conduttore televisivo statunitense (n. 1966)
- Dan Gillmor, giornalista statunitense
- Dan Kurzman, giornalista e scrittore statunitense (San Francisco, n. 1922 - New York, † 2010)

## Golfisti(1)
- Dan Bradbury, golfista inglese (Wakefield, n. 1999)

## Hockeisti su ghiaccio(2)
- Dan Fritsche, hockeista su ghiaccio statunitense (Parma, n. 1985)
- Dan LaCouture, ex hockeista su ghiaccio statunitense (Hyannis, n. 1977)

## Imprenditori(2)
- Dan Rapoport, imprenditore statunitense (Riga, n. 1968 - Washington DC, † 2022)
- Dan Serfaty, imprenditore francese (Strasbourg, n. 1966)

## Informatici(2)
- Dan Boneh, informatico israeliano (n. 1969)
- Dan Bricklin, informatico e imprenditore statunitense (Filadelfia, n. 1951)

## Ingegneri(1)
- Dan Fallows, ingegnere, dirigente sportivo e progettista britannico (n. 1973)

## Lottatori(1)
- Dan Karabin, ex lottatore cecoslovacco (Nitra, n. 1955)

## Mercanti(1)
- Li Dan, mercante e pirata cinese (Quanzhou - † 1625)

## Mezzofondisti(1)
- Dan Waern, ex mezzofondista svedese (Sköldinge, n. 1933)

## Militari(1)
- Dan Vizanty, militare e aviatore rumeno (Botoșani, n. 1910 - Parigi, † 1992)

## Musicisti(7)
- Dan Deacon, musicista e compositore statunitense (West Babylon, n. 1981)
- Dan Hipgrave, musicista, scrittore e conduttore televisivo inglese (Brighton, n. 1975)
- Dan Lumley, musicista e batterista statunitense
- Dan Monti, musicista e produttore discografico statunitense
- Nu:Tone, musicista e produttore discografico britannico (Cambridge, n. 1976)
- Dan Pawlovich, musicista e cantante statunitense (Pennsylvania, n. 1987)
- Dan Weller, musicista, compositore e produttore discografico britannico (Harpenden, n. 1980)

## Nuotatori(2)
- Dan Kutler, ex nuotatore statunitense (Mountain View, n. 1970)
- Dan Larsson, ex nuotatore svedese (n. 1958)

## Ornitologi(1)
- Dan Zetterstrom, ornitologo e illustratore svedese (n. 1954)

## Pattinatrici artistiche su ghiaccio(1)
- Zhang Dan, ex pattinatrice artistica su ghiaccio cinese (Harbin, n. 1985)

## Pianisti(1)
- Dan Costa, pianista, compositore e arrangiatore italiano (Londra, n. 1989)

## Pistard(1)
- Dan Frost, ex pistard e dirigente sportivo danese (Frederiksberg, n. 1961)

## Poeti(2)
- Dan Dănilă, poeta, traduttore e pittore romeno (Sibiu, n. 1954)
- Dan Pagis, poeta israeliano (Rădăuți, n. 1930 - Gerusalemme, † 1986)

## Politici(9)
- Dan Etete, politico nigeriano (n. 1945)
- Dan Edward Garvey, politico statunitense (Vicksburg, n. 1886 - Tucson, † 1974)
- Dan Jørgensen, politico danese (Odense, n. 1975)
- Dan A. Kimball, politico statunitense (Saint Louis, n. 1896 - Washington, † 1970)
- Dan Nica, politico e ingegnere rumeno (Panciu, n. 1960)
- Dan Patrick, politico e conduttore radiofonico statunitense (Baltimora, n. 1950)
- Dan Voiculescu, politico e imprenditore rumeno (Bucarest, n. 1946)
- Dan Vîlceanu, politico rumeno (Bumbești-Jiu, n. 1979)
- Dan Șova, politico rumeno (Bucarest, n. 1973)

## Principi(3)
- Dan III di Valacchia, principe († 1460)
- Dan II di Valacchia, principe († 1431)
- Dan I di Valacchia, principe († 1386)

## Produttori cinematografici(2)
- Dan Jinks, produttore cinematografico statunitense
- Dan Lin, produttore cinematografico taiwanese (Taipei, n. 1973)

## Produttori discografici(1)
- Dan Grech-Marguerat, produttore discografico britannico (Bedford, n. 1981)

## Psicologi(1)
- Dan Olweus, psicologo e docente svedese (Kalmar, n. 1931 - Bærum, † 2020)

## Pugili(1)
- Dou Dan, pugile cinese (n. 1993)

## Registi(4)
- Dan Gordon, regista, sceneggiatore e produttore televisivo statunitense (California, n. 1947)
- Dan Harris, regista, sceneggiatore e produttore cinematografico statunitense (Kingston, n. 1979)
- Dan Pița, regista e sceneggiatore rumeno (Dorohoi, n. 1938)
- Dan Trachtenberg, regista e sceneggiatore statunitense (Filadelfia, n. 1981)

## Rugbisti a 15(1)
- Dan Sheehan, rugbista a 15 irlandese (Dublino, n. 1998)

## Saggisti(1)
- Dan Gardner, saggista e giornalista canadese (n. 1968)

## Sceneggiatori(5)
- Dan Curtis, sceneggiatore, regista e produttore televisivo statunitense (Bridgeport, n. 1927 - Brentwood, † 2006)
- Dan Fogelman, sceneggiatore, produttore cinematografico e regista statunitense (River Vale, n. 1976)
- Dan Guterman, sceneggiatore e produttore televisivo statunitense (n. 1985)
- Dan Harmon, sceneggiatore, attore e regista statunitense (Milwaukee, n. 1973)
- Dan O'Shannon, sceneggiatore e produttore televisivo statunitense

## Scenografi(2)
- Dan Hennah, scenografo neozelandese (Hastings)
- Dan Weil, scenografo francese

## Schermidori(2)
- Dan Găureanu, schermidore rumeno (Nicolae Bălcescu, n. 1967 - Craiova, † 2017)
- Dan Irimiciuc, ex schermidore rumeno (Iași, n. 1949)

## Sciatori alpini(4)
- Dan Cristea, ex sciatore alpino rumeno (Bușteni, n. 1949)
- Dan Irwin, ex sciatore alpino canadese (n. 1945)
- Bert Irwin, ex sciatore alpino canadese (n. 1945)
- Dan Thorland, ex sciatore alpino norvegese (n. 1966)

## Scrittori(9)
- Dan Abnett, scrittore e fumettista britannico (Rochester, n. 1965)
- Dan Ar Wern, scrittore e poeta francese (Guer, n. 1952)
- Dan Barker, scrittore e musicista statunitense (n. 1949)
- Dan Fante, scrittore e commediografo statunitense (Los Angeles, n. 1944 - Los Angeles, † 2015)
- Dan Fesperman, scrittore e giornalista statunitense (Charlotte, n. 1955)
- Dan Heath, scrittore statunitense
- Dan Lungu, scrittore e politico rumeno (Botoșani, n. 1969)
- Dan Simmons, scrittore e autore di fantascienza statunitense (Peoria, n. 1948)
- Dan Stanca, scrittore e giornalista rumeno (Bucarest, n. 1955)

## Slittinisti(1)
- Dan Joye, ex slittinista statunitense (San Tomé, n. 1985)

## Speedcuber(1)
- Dan Cohen, speedcuber statunitense (n. 1989)

## Tennisti(3)
- Dan Added, tennista francese (Strasburgo, n. 1999)
- Dan Cassidy, ex tennista statunitense (Hollywood, n. 1961)
- Dan Goldie, ex tennista statunitense (Santa Barbara, n. 1963)

## Tiratori a volo(1)
- Håkan Dahlby, tiratore a volo svedese (Västerstad, n. 1965)

## Tiratrici a segno(1)
- Yu Dan, tiratrice a segno cinese (Chengdu, n. 1987)

## Trombonisti(1)
- Dan Barrett, trombonista, trombettista e arrangiatore statunitense (Pasadena, n. 1955)

## Senza attività specificata(1)
- Dan Lemmon, effettista neozelandese